# 半紫猿头蛤
半紫猿头蛤（学名：Chama semipurpurata），是帘蛤目偏口蛤科偏口蛤属的一种。主要分布于中国大陆、台湾，常栖息在潮间带至潮下带。
半紫猿头蛤貝殼中等大小。 殼高大於殼長，呈長卵形。 殼高46.3mm,殼長31.3mm,殼寬21. 9mm。 背部圓，腹部尖。 殼表極粗糙。 殼面半邊紫色。 左殼固著，殼內面凹陷深，左右殼內面部分紫色。